# Піскун Олександр Валерійович
Олекса́ндр Вале́рійович Піску́н — полковник, Міністерство внутрішніх справ України, учасник російсько-української війни.

## Бойовий шлях
Заступник командира бригади криворізької військової частини № 3011, у зоні військових дій із бригадою з 22 червня 2014 року. Займалися зачисткою блокпостів, визволяли міста Дружківка, Сєверодонецьк, Слов'янськ. 23 липня 2014 року полонений терористами — бригада потрапила в засідку бойовиків, загинув генерал Олександр Радієвський, військовики з Піскуном намагалися забрати з поля бою ще живого командира, але потрапили під обстріл. Від вибуху міни знепритомнів, пошкоджений хребет і легені. Коли отямився, над ним стояли «ополченці» й кричали «Аллах акбар». Полоненого відвезли в гараж, але, з огляду на важкий стан пораненого, доправили до лікарні в Лисичанську: «Мене не вбили лише тому, що планували або обміняти, або отримати викуп. У лікарні до мене навідувалися бойовики. Часто казали: „Ну що, ще не здох?“».
З полону звільнений 25 липня 2014 року, через важкий стан вивозили вертольотом. Лікувався в Дніпропетровській лікарні ім. Мечникова, 8 серпня цього року Олександр Вілкул відправив його на лікування до Туреччини, лікарня «Оджи-Бодем».

## Нагороди та відзнаки
- 14 серпня 2014 року — за особисту мужність і героїзм, виявлені у захисті державного суверенітету та територіальної цілісності України, вірність військовій присязі під час російсько-української війни, відзначений — нагороджений орденом «За мужність» III ступеня.
- Відзнака Президента України — ювілейна медаль «25 років незалежності України» (19 серпня 2016) — за значні особисті заслуги у становленні незалежної України, утвердженні її суверенітету та зміцненні міжнародного авторитету, вагомий внесок у державне будівництво, соціально-економічний, культурно-освітній розвиток, активну громадсько-політичну діяльність, сумлінне та бездоганне служіння Українському народу[1]